# Guillaume Dupuytren
Guillaume Dupuytren (Pierre-Buffière, 3 ottobre 1777 – Parigi, 8 febbraio 1835) è stato un medico francese.
Chirurgo capo dell'Hôtel-Dieu di Parigi dal 1815, è celebre per aver curato le emorroidi di Napoleone Bonaparte e per aver descritto la deformante malattia di Dupuytren, causata dalla retrazione dell'aponevrosi palmare, la quale provoca la progressiva flessione delle ultime 4 dita della mano.